# Manfred Schneckenburger
Pour les articles homonymes, voir Schneckenburger.
Manfred Schneckenburger, né le 1er décembre 1938 à Stuttgart et mort le 3 décembre 2019 à Cologne, est un historien de l'art allemand, conservateur d'art moderne et contemporain.

## Vie et travail

### Premières années
Schneckenburger a étudié la littérature allemande, l'histoire et l'histoire de l'art. Il a d'abord été enseignant pendant quelques années, puis critique d'art. En 1972, il organisa le programme culturel des Jeux olympiques de Munich,. De 1973 à 1974, il dirigea la Kunsthalle de Cologne,.

### Conservateur de la documenta
En tant que directeur artistique, Schneckenburger a organisé la documenta à Cassel à deux reprises, en 1977 et en 1987,,,,. Curateur de la documenta 6, il « a décidé de revoir les définitions des médias. Contrairement au passé, nous avons pensé aux médias et non aux genres », a déclaré Schneckenburger. « La photographie n'était pas encore considérée comme un art, pas plus que la vidéo, qui était souvent confondue avec la télévision. Les visiteurs de documenta 6 ont pu voir ces médias dans toutes leurs potentialités artistiques, émancipés et sur un pied d’égalité. Nous avons même examiné les livres en tant que médium. C'était une approche totalement différente, revue et mise à jour pour 1977. ». En 1987, la documenta 8 n’a pas procédé à un tel examen. « Au lieu de cela, nous avons essayé d'utiliser un nouvel engagement social dans l'art comme critère de sélection. L'art utilisable, le design social, tout ce qui s'adressait aux gens et élargissait la dimension sociale devait être notre critère. D'où le sous-titre "La dimension sociale de l'art" ».